# Genji: Dawn of the Samurai
Genji: Dawn of the Samurai (Genji i Europa) är ett actionspel till Playstation 2, som släpptes den 21 oktober 2005 i Europa. Spelet baseras på Heike monogatari (berättelser om Heike).

## Karaktärer
Spelaren kan spela som Minamoto no Yoshitsune eller Saito Musashibo Benkei, vilka är två heroiska krigare från Japan.
Yoshitsune är en arketypisk rask och vig krigare. Han bär på två olika svärd och kan använda sitt ena svärd för att hänga på avsatser med.
Benkei är en kraftig men trög krigare. Han bär på en stor stridsklubba, som kan användas för att förstöra vissa strukturer och hårda dörrar med.

## Handling
Handlingen i spelet följer den tredje avsnittet av berättelser om Heike. Detta handlar om Yoshitsunes kamp mot Tairaklanen, samt om hans tidiga liv. Många av karaktärerna i spelet visas också i berättelser om Heike. Spelet utspelar sig under Genpei-kriget, där Minamotoklanen och Tairaklanen kämpade för herravälde över Japan. Minamotoklanen vann kriget och inledde det så kallade Kamakuraperioden. Detta anses som början av epoken för samurajernas välde över Japans folk.